# 次第高
次第高（しだいだか）は、中国地方に伝わる妖怪。

## 概要
島根県江津市二宮町、跡市町、都野津町、山口県岩国市、厚狭郡、阿武郡、広島県、岡山県などに伝わっている。
道の上に現れる人型の妖怪であり、目にした人が上を見上げると次第高の背がそのぶん高くなる。見下ろせば逆に低くなるが、見下ろさない限りどんどん高くなってゆく。
従って、次第高に出遭ってしまった場合は、決して目を上に向けてはならない。逆に下へ下へと目を向ければ、次第高はどんどん小さくなっていって、しまいには消え去ってしまう。島根県邑智郡桜江町（現・江津市）川戸では、次第高が出たときには、股の下から見なくてはならないという。見越入道の仲間であり、高入道、入道坊主、伸上りなどと同類の妖怪とされる。
島根県江津市波積町に伝わる民話によれば、猟に出たときにはどんなに獲物が獲れても、次第高が現れたときに備え、次第高を仕留めるために最後の1発の弾を残しておくよういわれていた。江津市松川町では次第高は猫又の親分格ともいい、ある猟師が浜で次第高を仕留めると、その正体はやはり猫又だったという。

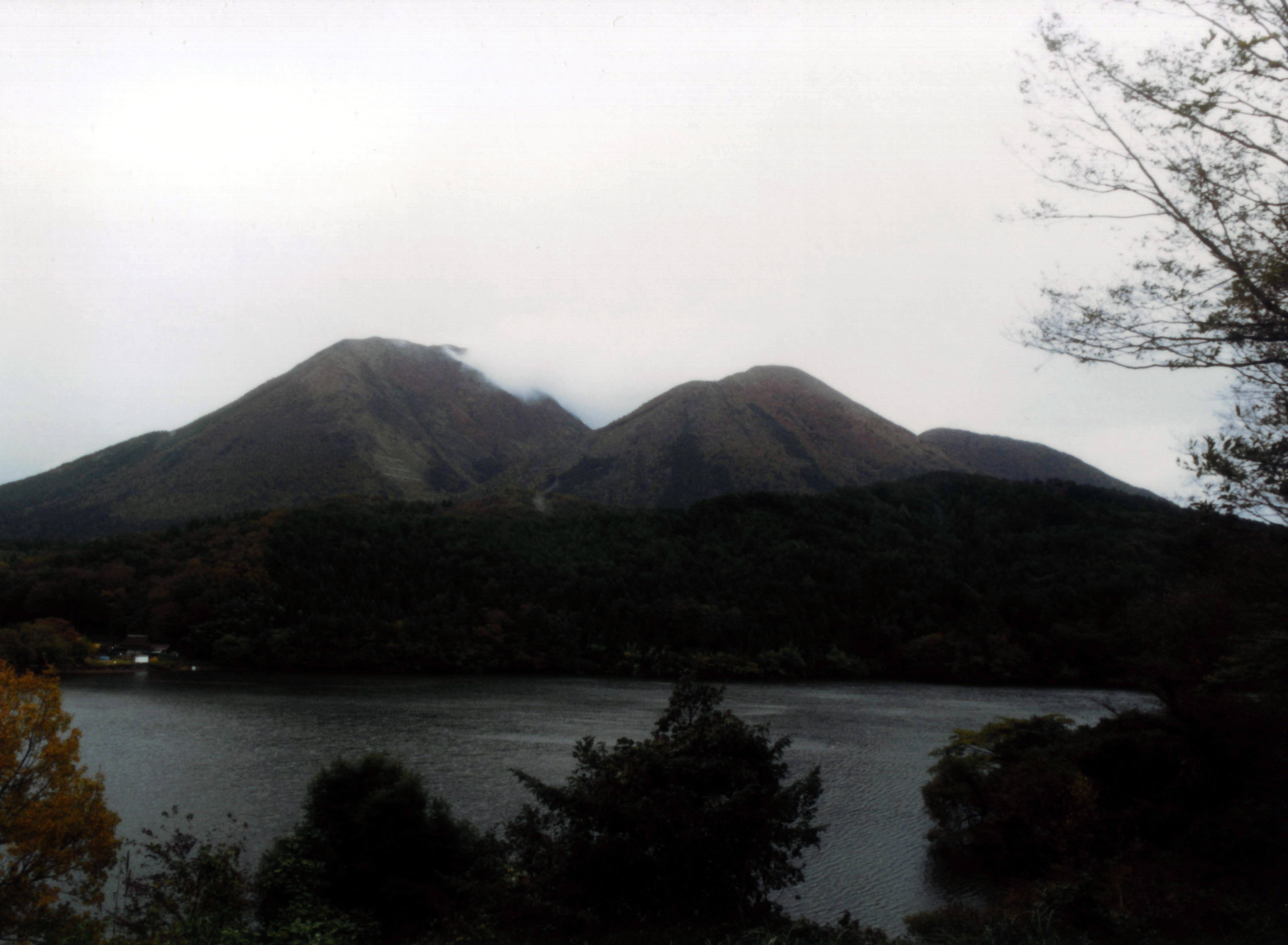
しだい坂の伝わる島根県三瓶山

また、島根県にはしだい坂（しだいざか）という似た名称の怪異の伝承もある。三瓶山への道を人が歩いていると、道がどんどん登り坂に変化し、人が驚いて道を見上げると、この坂全体が大きくのしかかってその人を捕らえてしまうといわれるものだが、これは次第高が伝承されるにつれ、名称や伝承内容が変化したものとの説がある。